# Carl Johan von Hohenhausen
Carl Johan von Hohenhausen, född 8 mars 1755, död 24 augusti 1789, var en svensk sjömilitär. Han var far till Carl Ludvig och Michael Silvius von Hohenhausen.
Hohenhausen adlades von Hohenhausen 1786, introducerades på svenska riddarhuset och blev kapten i svenska flottan samma år. Han stupade i slaget vid Svensksund 1789 efter att med sitt chefsfartyg Björn Jernsida under 14 timmar ha uppehållit fienden.